# Element (Unternehmen)

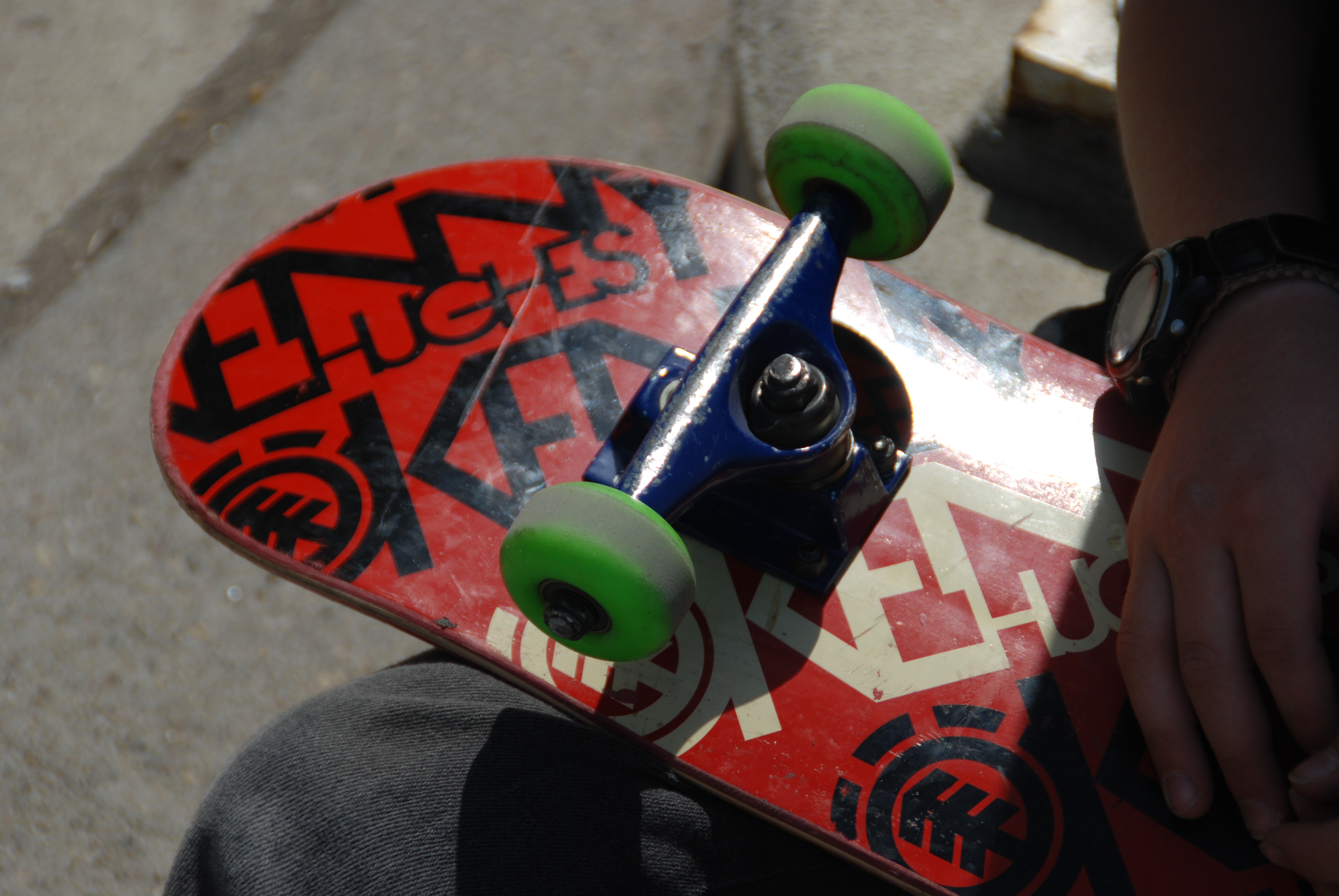
Skateboard von Element

Element Skateboards ist ein im Jahre 1992 in Atlanta gegründetes US-amerikanisches Unternehmen, das Skateboards sowie Zubehör und vom Skaten inspirierte Kleidung herstellt.

## Geschichte

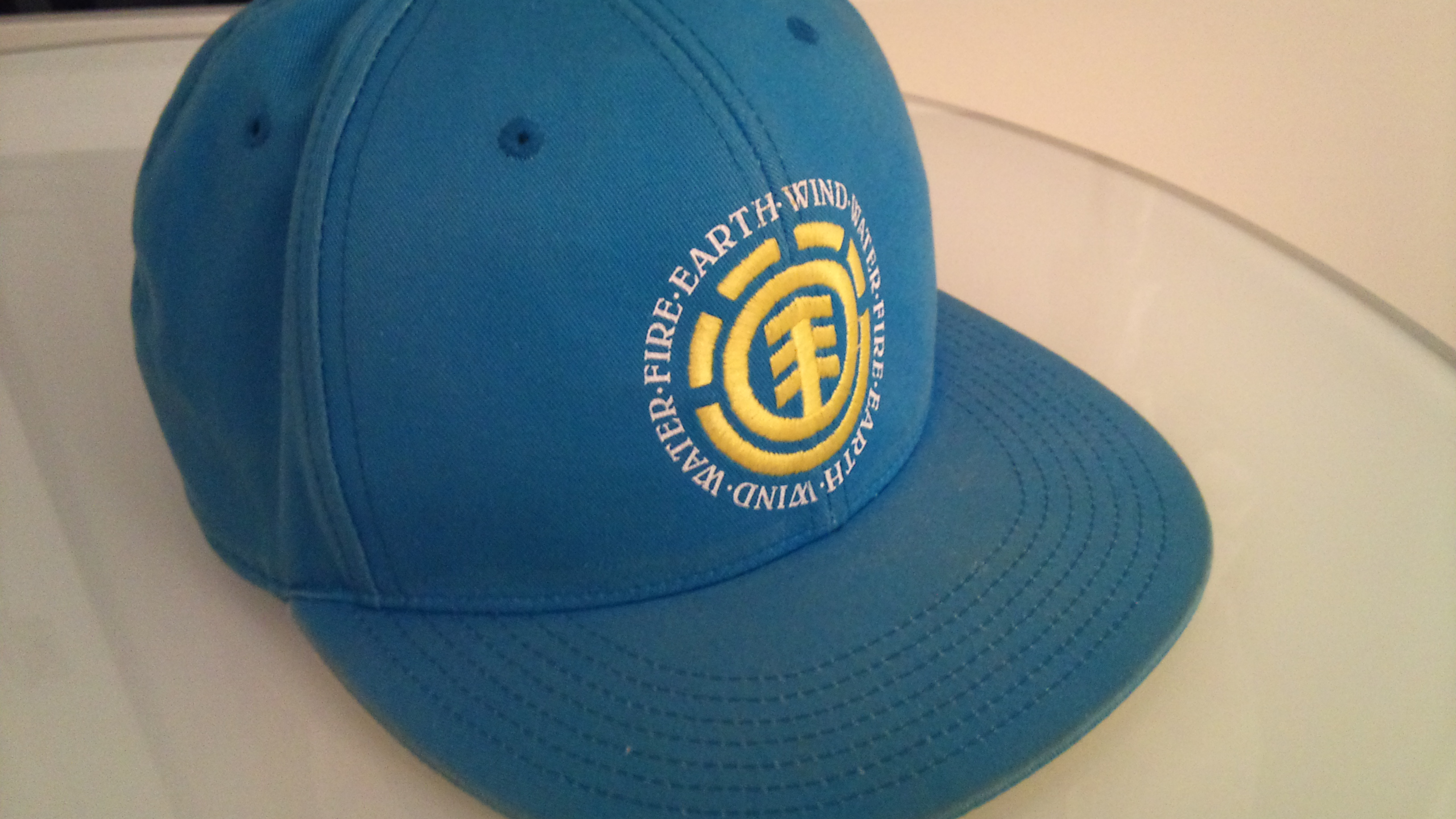
Eine Cap von Element. Der Slogan ist auf diesem Bild gut zu erkennen.

Die Firma nannte sich zu Beginn Underworld Element. Später wurde das Underworld aus dem Namen gestrichen und man nannte sich fortan nur noch Element. Seit 2006 bietet Element auch eine eigene Schuh-Kollektion an. 
2001 wurde Element von Billabong gekauft.

## Sponsoring
Element sponsert ein eigenes Skater-Team. Mitglieder sind u. a. einige Größen aus der Skater-Szene wie  Chad Tim Tim, Colt Cannon, Chris Senn, Brent Atchley, Vanessa Torres, Bam Margera, Bucky Lasek, Lincoln Ueda, Chad Muska, Tosh Townend, Nyjah Huston und Jeremy Wray. Im Team sind auch Fahrer aus Australien und Europa vertreten, darunter auch zwei Fahrer aus Deutschland.